# Вітольд Коритовський
Вітольд Коритовський гербу Мора (пол. Witold Korytowski, 8 серпня 1850, маєток Ґроховиська, нині село Великопольського воєводства, Польща — 10 липня 1923, Познань) — польський шляхтич, урядник Королівства Галичини та Володимирії, представник роду Коритовських. Останній намісник Галичини у 1913—1915 роках. Почесний доктор Львівського університету (1912). Дружина — представниця роду Заборовських гербу Гримала.

## Нагороди
- Лицарський хрест ордена Леопольда (1889)[2].
- Великий хрест ордена Франца Йосифа (1905)[3].
- Орден Залізної Корони І класу (1907)[4].